# Tostes
Tostes is een plaats en voormalige gemeente in het Franse departement Eure in de regio Normandië en telt 346 inwoners (1999). De plaats maakt deel uit van het arrondissement Les Andelys.

## Geschiedenis
Tostes fuseerde op 1 januari 2017 met de gemeente Montaure tot de commune nouvelle Terres de Bord.

## Geografie
De oppervlakte van Tostes bedraagt 12,1 km², de bevolkingsdichtheid is 28,6 inwoners per km².
De onderstaande kaart toont de ligging van Tostes met de belangrijkste infrastructuur en aangrenzende gemeenten.

## Demografie
Onderstaande figuur toont het verloop van het inwonertal (bron: INSEE-tellingen).